# Али Ферид паша
Али Ферид паша (на турски: Ali Ferid Paşa) е османски офицер и чиновник.

## Биография
Роден е в 1860 година в Кайро. Син е на Али Неджиб ефенди, секретар на египетския принц Фазъл паша. Валия е в Солун през есента на 1912 година, преди избухването на Балканската война. По време на Първата световна война, в 1919 година е военен министър.